# Cantón de Le Vésinet
El cantón de Le Vésinet era una división administrativa francesa, que estaba situada en el departamento de Yvelines y la región de Isla de Francia.

## Composición
El cantón estaba formado por dos comunas:
- Le Vésinet
- Montesson

## Supresión del cantón de Le Vésinet
En aplicación del Decreto nº 2014-214 de 21 de febrero de 2014, el cantón de Le Vésinet fue suprimido el 22 de marzo de 2015 y sus 2 comunas pasaron a formar parte; una del nuevo cantón de Chatou y una del nuevo cantón de Houilles.